# Jeux méditerranéens de 1971
Navigation
Tunis 1967 Alger 1975
Les 6e Jeux méditerranéens se sont déroulés du 6 au 17 octobre 1971 à Izmir en Turquie. L'année précédente, le 29 janvier 1970, était décédé Muhammad Tahir Pacha, l'initiateur des Jeux : une cérémonie à sa mémoire lui est consacrée lors de cette édition.
L'Italie remporte haut la main la première place.
La participation féminine qui s'était limitée à l'athlétisme et à la natation à Tunis s'étend à la gymnastique, à l'escrime et au plongeon. En revanche, le tournoi de handball masculin est annulé.
Colette Besson, sur le 400 mètres, Jean-Paul Villain, sur le 3000 mètres steeple, et Daniel Robin, en lutte gréco-romaine, sont trois des athlètes français ayant obtenu une médaille d'or lors de ces Jeux.

## Participation
Les Jeux enregistrent le retour de l'Égypte.
Treize pays remportent les médailles attribuées dans les 17 disciplines disputées.

## Discipline
- Athlétisme
- Basket-ball
- Boxe
- Cyclisme
- Escrime
- Football
- Gymnastique artistique
- Haltérophilie
- Judo
- Lutte
- Natation
- Plongeon
- Tennis
- Tir
- Voile
- Volley-ball masculin
- Water-polo

## Tableau des médailles
| Rang | Nation      | Or | Argent | Bronze | Total |
| ---- | ----------- | -- | ------ | ------ | ----- |
| 1er  | Italie      | 51 | 38     | 30     | 119   |
| 2e   | Yougoslavie | 27 | 25     | 26     | 78    |
| 3e   | Espagne     | 18 | 25     | 24     | 67    |
| 4e   | Turquie     | 18 | 12     | 15     | 45    |
| 5e   | Grèce       | 8  | 8      | 24     | 40    |
| 6e   | Égypte      | 7  | 10     | 12     | 29    |
| 7e   | France      | 7  | 9      | 7      | 23    |
| 8e   | Tunisie     | 3  | 6      | 2      | 11    |
| 9e   | Maroc       | 0  | 2      | 6      | 8     |
| 9e   | Syrie       | 0  | 2      | 6      | 8     |
| 11e  | Algérie     | 0  | 0      | 1      | 1     |
| 11e  | Libye       | 0  | 0      | 1      | 1     |